# Rastreig IP
El rastreig IP és qualsevol mètode per determinar de manera fiable l'origen d'un paquet a Internet. El protocol IP no preveu l'autenticació de l'adreça IP d'origen d'un paquet IP, la qual cosa permet falsificar l'adreça d'origen en una estratègia anomenada suplantació d'adreces IP i creant possibles problemes d'estabilitat i seguretat a Internet.
L'ús d'adreces IP d'origen falses permet atacs de denegació de servei (DoS) o atacs unidireccionals (on la resposta de l'amfitrió de la víctima és tan coneguda que no cal rebre paquets de retorn per continuar l'atac. El rastreig de la IP és fonamental per identificar les fonts d'atacs i establir mesures de protecció per a Internet. La majoria dels enfocaments existents per a aquest problema s'han adaptat a la detecció d'atacs DoS. Aquestes solucions requereixen un gran nombre de paquets per convergir en les vies d'atac.

## Marcatge probabilístic de paquets
Savage et al. va suggerir marcar de manera probabilística els paquets mentre travessen els encaminadors a través d'Internet. Proposen que l'encaminador marqui el paquet amb l'adreça IP de l'encaminador o amb les vores del camí que va travessar el paquet per arribar a l'encaminador.
Per a la primera alternativa, marcar els paquets amb l'adreça IP de l'encaminador, l'anàlisi mostra que per obtenir la ruta d'atac correcta amb un 95% de precisió calen fins a 294.000 paquets. El segon enfocament, el marcatge de vora, requereix que els dos nodes que formen una vora marquin el camí amb les seves adreces IP juntament amb la distància entre ells. Aquest enfocament requeriria més informació d'estat a cada paquet que la simple marca de nodes, però convergiria molt més ràpid. Suggereixen tres maneres de reduir la informació de l'estat d'aquests enfocaments a una cosa més manejable.

## Marcatge determinista de paquets
Belenky i Ansari, esbossen un esquema determinista de marcatge de paquets. Descriuen una topologia més realista per a Internet, que es compon de LAN i AS amb un límit connectiu, i intenten posar una sola marca als paquets entrants en el punt d'entrada de la xarxa. La seva idea és posar, amb una probabilitat aleatòria de 0.5, la meitat superior o inferior de l'adreça IP de la interfície d'entrada al camp d'identificació del fragment del paquet i, a continuació, establir un bit de reserva que indica quina part de l'adreça està continguda a el camp de fragments. Mitjançant aquest enfocament, afirmen poder obtenir 0 falsos positius amb una probabilitat de 0,99 després de només 7 paquets.

## Enfocament basat en encaminadors
Amb els enfocaments basats en l'encaminador, l'encaminador s'encarrega de mantenir la informació sobre els paquets que hi passen. Per exemple, Sager proposa registrar paquets i després extreure'ls de dades. Això té l'avantatge d'estar fora de banda i, per tant, no dificultar el camí ràpid.